# 臼ノ浦駅
臼ノ浦駅（うすのうらえき）は、かつて長崎県北松浦郡小佐々町臼ノ浦免（現・佐世保市小佐々町臼ノ浦）にあった日本国有鉄道（国鉄）臼ノ浦線の駅（廃駅）である。同線の終着駅であった。

## 概要
臼ノ浦線は佐世保鉄道が沿線で産出される石炭を臼ノ浦港より運び出すために敷設された路線で、主に世知原線と柚木線の沿線にある炭田から石炭が当駅まで輸送されていた。
しかし1962年（昭和37年）に臼ノ浦線の貨物輸送が廃止されると当駅も斜陽化し、同線が赤字83線に指定されて廃線になったことで当駅も廃止された。

## 歴史
- 1931年（昭和6年）8月29日：佐世保鉄道の駅として開業[1]。
- 1936年（昭和11年）10月1日：佐世保鉄道国有化に伴い、国鉄松浦線の駅となる[1]。
- 1945年（昭和20年）3月1日：線路名称変更により臼ノ浦線の駅となる。
- 1971年（昭和46年）12月26日：臼ノ浦線廃止により廃駅[1]。

## 駅構造
地上駅であり、廃止時は単式ホーム1面1線を有していた。

## 現況
駅舎はしばらく残っていたが後に取り壊され、跡地は港町公民館となった。ただし、駅舎の土台部分はそのまま残っており、駅の面影を伝えている。
2008年（平成20年）6月に駅名標を模した記念モニュメントが地元企業により公民館前に設置された。ただし、記された駅名は「臼の浦」となっている。

## 隣の駅
日本国有鉄道
臼ノ浦線
佐々駅 - 臼ノ浦駅
※佐々駅と当駅との間に四ツ井樋駅（1945年（昭和20年）廃止）、肥前黒石駅、大悲観駅（共に1944年（昭和19年）廃止）が存在していた。